# Robert Todd Carroll

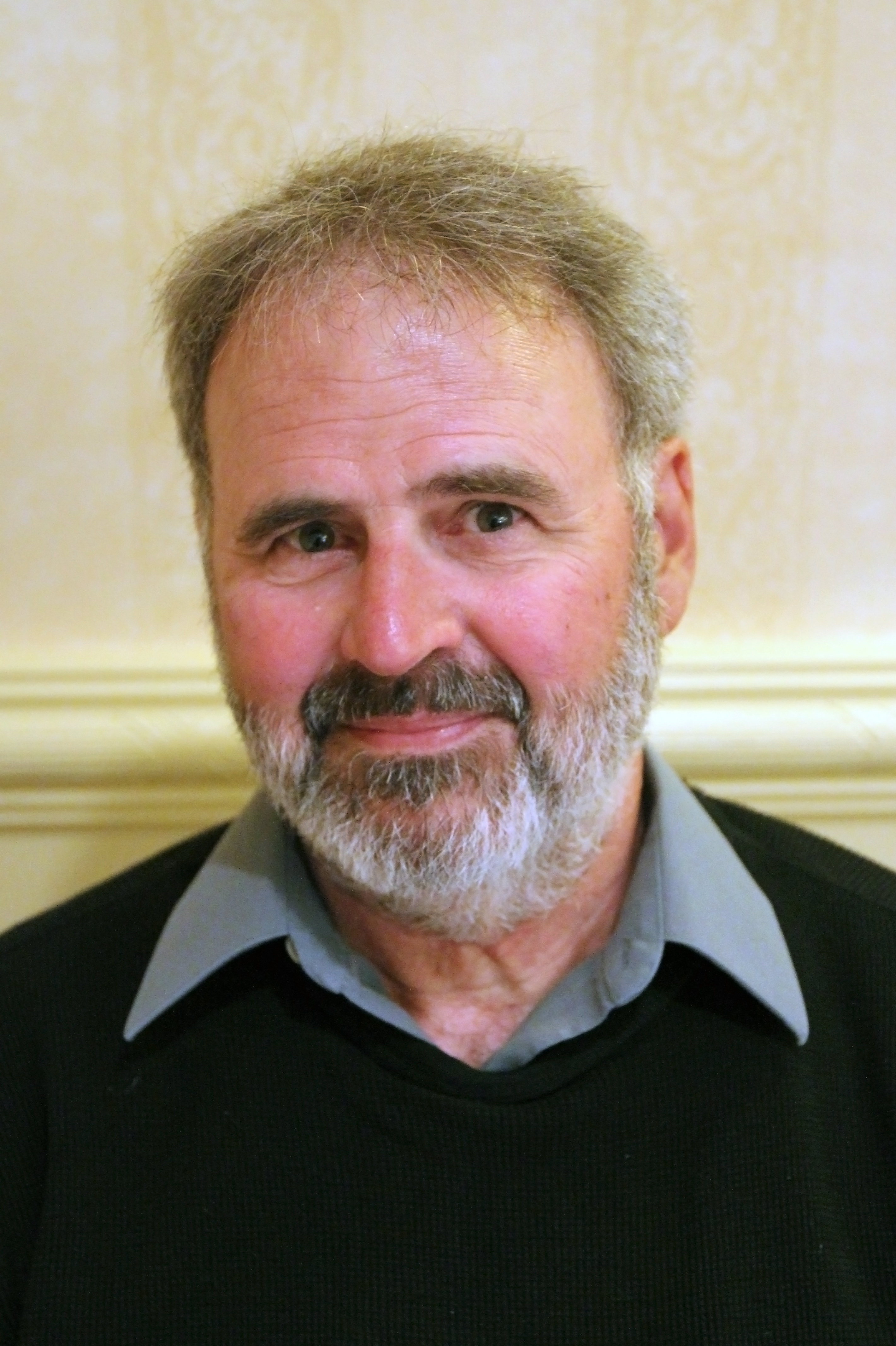
Bob Carroll (2011)

Robert Todd Carroll (* 18. Mai 1945; † 25. August 2016) war ein US-amerikanischer Hochschullehrer und Autor. Er lehrte von 1977 bis 2007 Philosophie am Sacramento City College in Kalifornien, USA und verfasste zahlreiche Sachbücher und Essays.

## Leben
Caroll befürwortete Atheismus und kritischen Skeptizismus. 1994 initiierte er das Skeptic’s Dictionary online. Es enthielt zunächst weniger als 50 Artikel, die meisten behandelten Pseudowissenschaften. Später wuchs das Lexikon auf mehrere hundert Artikel, von denen viele in verschiedene Sprachen übersetzt wurden.
Carrolls Publikationen erhielten mediale Aufmerksamkeit auch außerhalb der Wissenschaft.

## Publikationen
- Becoming a Critical Thinker – A Guide for the New Millennium, 2nd ed., ISBN 0-536-85934-5.
- The Skeptic's Dictionary: A Collection of Strange Beliefs, Amusing Deceptions, and Dangerous Delusions, John Wiley & Sons, ISBN 0-471-27242-6.
- The Common-sense Philosophy of Religion of Bishop Edward Stillingfleet 1635-1699, ISBN 90-247-1647-0. (Dissertation aus dem Jahr 1974 an der University of California, San Diego).

### Artikel und Essays
- Skeptische Essays von Carroll[6]
- James Randi Educational Foundation Newsletter von Carroll, 17. März 2006[7]
- Pranks, Frauds, and Hoaxes from Around the World[8] Skeptical Inquirer, Juli 2004
- Critical Thinking and Control Groups[9]
- What if Gary Schwartz is right?[10]

### Interviews
- Interview with Carroll (Memento vom 27. März 2006 im Internet Archive) by Perry DeAngelis, the New England Skeptical Society interviews the author of the premier dictionary for skeptics, Oct. 1, 2002
- Audio interview biography (Memento vom 18. September 2008 im Internet Archive); Interview: w/Bob Carroll of Skepdic episode information Direct MP3 download by Skepticality, official podcast of The Skeptics Society’s Skeptic magazine, Aug. 23, 2005